# Episodi di New Girl (quinta stagione)

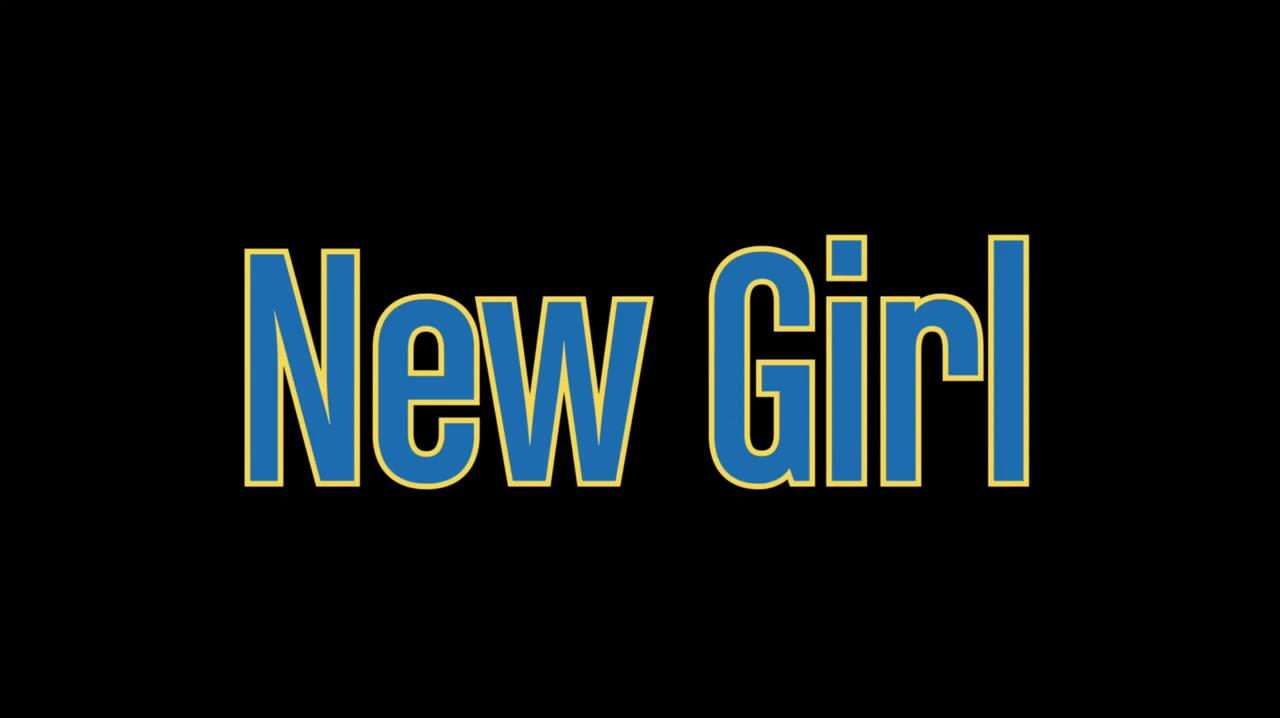
Immagine dalla sigla utilizzata nella quinta stagione della serie

La quinta stagione della serie televisiva New Girl, composta da ventidue episodi, è stata trasmessa in prima visione assoluta negli Stati Uniti d'America da Fox dal 5 gennaio al 10 maggio 2016.
In Italia la stagione è trasmessa in prima visione da Fox Comedy, canale a pagamento della piattaforma satellitare Sky, dall'8 febbraio al 13 giugno 2016.
| nº | Titolo originale             | Titolo italiano              | Prima TV USA     | Prima TV Italia  |
| -- | ---------------------------- | ---------------------------- | ---------------- | ---------------- |
| 1  | Big Mama P                   | Arriva mamma P               | 5 gennaio 2016   | 8 febbraio 2016  |
| 2  | What About Fred              | Primo appuntamento           | 12 gennaio 2016  | 15 febbraio 2016 |
| 3  | Jury Duty                    | Professione: giurato         | 19 gennaio 2016  | 22 febbraio 2016 |
| 4  | No Girl                      | La rivincita di Winston      | 26 gennaio 2016  | 29 febbraio 2016 |
| 5  | Bob & Carol & Nick & Schmidt | Bob & Carol & Nick & Schmidt | 2 febbraio 2016  | 7 marzo 2016     |
| 6  | Reagan                       | Reagan                       | 9 febbraio 2016  | 14 marzo 2016    |
| 7  | Wig                          | False identità               | 16 febbraio 2016 | 21 marzo 2016    |
| 8  | The Decision                 | La decisione                 | 23 febbraio 2016 | 28 marzo 2016    |
| 9  | Heat Wave                    | Ondata di caldo              | 1º marzo 2016    | 4 aprile 2016    |
| 10 | Goosebumps Walkaway          | Uscita da pelle d'oca        | 8 marzo 2016     | 11 aprile 2016   |
| 11 | The Apartment                | L'appartamento               | 15 marzo 2016    | 18 aprile 2016   |
| 12 | D-Day                        | Il giorno delle decisioni    | 22 marzo 2016    | 25 aprile 2016   |
| 13 | Sam, Again                   | Ancora Sam                   | 29 marzo 2016    | 2 maggio 2016    |
| 14 | 300 Feet                     | 300 passi                    | 12 aprile 2016   | 9 maggio 2016    |
| 15 | Jeff Day                     | Jeff Day                     | 19 aprile 2016   | 16 maggio 2016   |
| 16 | Helmet                       | Il casco                     | 19 aprile 2016   | 23 maggio 2016   |
| 17 | Road Trip                    | L'addio al celibato          | 26 aprile 2016   | 30 maggio 2016   |
| 18 | A Chill Day In               | L'addio al nubilato          | 26 aprile 2016   | 30 maggio 2016   |
| 19 | Dress                        | L'abito da sposa             | 3 maggio 2016    | 6 giugno 2016    |
| 20 | Return To Sender             | Rispedita al mittente        | 3 maggio 2016    | 6 giugno 2016    |
| 21 | Wedding Eve                  | La vigilia del matrimonio    | 10 maggio 2016   | 13 giugno 2016   |
| 22 | Landing Gear                 | Carrello d'atterraggio       | 10 maggio 2016   | 13 giugno 2016   |

## Arriva mamma P
- Titolo originale: Big Mama P
- Diretto da:
- Scritto da:

### Trama
Schmidt è inginocchiato nel bagno del loft, intento a chiedere a Nick di essere il suo testimone di nozze; Nick cerca di prendere tempo, mandando Schmidt fuori di testa, prima di svelargli che era tutto uno scherzo organizzato da lui e Winston e accettare la sua proposta. In qualità di damigella, Jess sta organizzando la festa di fidanzamento: per aiutare Schmidt a fare colpo sulla mamma di Cece, la quale non sa ancora nulla, Jess ha ingaggiato un gruppo di ballerini di Bollywood, mentre a Nick, incapace di portare a termine anche il più semplice dei compiti, toccherà andare a prendere la mamma della futura sposa all'aeroporto. La sorpresa, purtroppo, viene rovinata: Cece scopre che sua mamma è arrivata ed è preoccupatissima perché non le ha detto che si sposerà per paura di non ricevere la sua benedizione. In effetti, la festa non sembra partire nel migliore dei modi: Nick scambia la mamma di Cece per una signora indiana che non parla una parola di inglese e Jess vola giù dalle scale, fratturandosi le gambe e un braccio. Una volta giunta alla festa, la madre di Cece comunica alla figlia di non approvare Schmidt come suo marito, ma Jess nonostante l'infortunio arriva alla festa con uno scooter ed escogita un piano per salvare la festa: nel bel mezzo dei festeggiamenti presenta il gruppo di ballo indiano, i Marasma Gandhi, a cui hanno preso parte anche Nick e Schmidt, per cercare di conquistare la mamma di Cece. Nonostante Cece sia molto colpita e commossa da questo gesto, la madre non sembra smuoversi dalla sua posizione.

## Primo appuntamento
- Titolo originale: What About Fred
- Diretto da:
- Scritto da:

### Trama
Nick e Schmidt hanno appena firmato i documenti per diventare proprietari del bar, nominando Nick come capo. Schmidt decide di insegnare a Nick un po' di strategie di marketing per mandare avanti il locale e mettere in chiaro la sua autorità. Ma le sue assurde teorie non faranno altro che spazientire i dipendenti che sono da tempo anche suoi amici. Cece non vuole usare i misurini per i cocktail, Javier non vuole mettere la divisa e Nick, cedendo alla pressione, lo licenzia, scatenando le ire di Cece e dei suoi colleghi che decidono di scioperare. Nel frattempo Jess esce con un nuovo ragazzo, Fred, che si rivela essere una persona vuota e noiosa, a differenza dei suoi genitori che sono una coppia adorabile, ma questo non può trattenerla dallo scaricare Fred. Intanto al bar le cose stanno peggiorando: tutti i dipendenti sono in sciopero e Nick e Schmidt non riescono a gestire tutti gli ordini da soli; Nick decide quindi di andare a casa di Javier a scusarsi e a offrirgli di nuovo il suo posto. Javier accetta le scuse e Nick capisce che l'unico modo per mandare avanti l'attività è creare un clima amichevole nel suo bar.

## Professione: giurato
- Titolo originale: Jury Duty
- Diretto da:
- Scritto da:

### Trama
Jess si sta preparando per recarsi a svolgere il suo lavoro da giurata, mentre Nick cerca di convincerla a non farlo: nel loft, infatti, regna il caos! Cece è molto spesso lì ed è una ragazza così disorganizzata da lasciare in giro qualunque cosa, tanto da indisporre il disordinato Nick. Così Jess cerca di tenere tutti buoni, compreso Winston che, nonostante le proteste di Schmidt, vorrebbe appendere uno strano quadro di cani che giocano a poker. Mentre Jess è in coda per un caffè, le si avvicina il selezionatore della giuria che, dopo averla attaccata pensando che volesse disertare la giuria a causa dei suoi abiti, rimane stupito dal carattere della ragazza e decide di offrirle un caffè, su cui scrive il suo numero di telefono. Nel frattempo, a casa le cose stanno degenerando: Nick si lamenta con Jess di vestiti di Cece e del fatto che Schmidt non noti nulla, mentre Winston, nel tentativo di appendere il suo quadro, riesce nell'incredibile impresa di incastrare il martello nel muro! Anche per Jess le cose peggiorano: il preside della sua scuola la chiama dicendole di essersi rotto l'anca e che ha bisogno che lei lo sostituisca e, data la sua reticenza, le dice che altrimenti la sostituirà con Becky Cavatappi, una collega che lei odia. Così decide di telefonare al loft, in piena crisi, per chiedere aiuto su come mollare la giuria! I loro consigli sono strani, ma efficaci: le suggeriscono di dire cose assurdamente sbagliate e anti americane. Alla fine però Jess sembra sentirsi in colpa per aver cercato di scaricare un dovere che lei ritiene così importante e chiede al selezionatore di avere fiducia in lei e le viene data una seconda possibilità. Mentre Jess scopre con orrore che, a partire dal giorno successivo, sarà segregata per un mese a causa del processo, Nick e Cece decidono di chiarirsi. I due riescono ad ammettere di essere entrambi gelosi, Nick per non avere più il suo migliore amico e Cece perché sa che non conoscerà mai così bene Schmidt. Jess prepara le sue cose e, sulla porta di casa, saluta i suoi coinquilini, lasciando loro una serie di consigli scritti su dei foglietti all'interno di una scatola; i suoi amici la ripagano con consigli assurdi e stranissimi su come sopravvivere a un mese di giuria.

## La rivincita di Winston
- Titolo originale: No Girl
- Diretto da:
- Scritto da:

### Trama
Nick e Schmidt ricevono un messaggio da Todd, un loro amico ricco sfondato che vuole organizzare l'addio al celibato di Schmidt portando tutti a Las Vegas. Nick però non ci sta: Todd non gli sta simpatico e, in quanto testimone, vuole organizzare la festa da solo. La sua meta è Tokyo, ma, per poterlo fare, servono un sacco di soldi. Cece aiuta Winston a far ingelosire la sua ragazza, ma la cosa gli si ritorce contro e viene scaricato. Nick ha un'idea: affittare le stanze del loro loft come se fosse un albergo per ottenere i 9000 dollari necessari per andare a Tokyo. Schmidt non si lascia convincere molto facilmente e, in effetti, non sembra molto a suo agio nel gestire gli ospiti. L'unica ospite che sembra soddisfatta è Kumiko, una ragazza giapponese che ha avuto un breve momento di intimità con Nick, il quale viene scambiato per gigolò. Intanto Winston, con l'aiuto di Cece, cerca di vendicarsi della ragazza che lo ha mollato; Così Cece racconta alla ragazza che Winston è morto investito da un camion proprio a causa sua e, quando lei inizia a piangere, Winston salta fuori da dietro la siepe, spaventandola e prendendosi la sua vendetta. Mentre Schmidt e Nick stanno portando delle valigie nella stanza di Jess, vedono una ragazza di spalle che assomiglia a Jess, ma quando le si avvicinano contenti pensando fosse tornata, scoprono che in realtà è Brandon, il ragazzo che aveva affittato la camera e che ha deciso di sostituire Jess in ogni senso, indossando addirittura i suoi vestiti.

## Bob & Carol & Nick & Schmidt
- Titolo originale: Bob & Carol & Nick & Schmidt
- Diretto da:
- Scritto da:

### Trama
Nel loft stanno per arrivare Bobby e Carol, i cugini di Nick e questo lo preoccupa molto perché ogni volta che li vede loro gli chiedono dei soldi. Nel frattempo, Cece deve andare a comprare il suo abito da sposa e, vista l'assenza di Jess, decide di fasi accompagnare da Winston, leggermente sovra eccitato. Quando arrivano i parenti di Nick, finalmente viene svelato il motivo della loro visita: i due vorrebbero avere un bambino con lo sperma di Nick. Mentre Nick sembra convinto ad accettare, Schmidt si oppone fermamente: scopriamo infatti che ha realizzato un piano per l'intera vita di Nick, che prevede che lui conosca una donna italiana di nome Maria e che abbia un figlio maschio con lei. Nick è più realistico: la sua vita sentimentale è un disastro e probabilmente non sarà così facile per lui avere un figlio, e anche se quella è una situazione particolare, sarà sempre meglio di niente. All'atelier, intanto, Winston e Cece stanno degenerando: gli abiti proposti dalla commessa non colpiscono Cece, così Winston, dopo svariati calici di champagne, fa provare a Cece moltissimi abiti fino a farle trovare quello giusto. Dopo la sbronza però si rendono conto di aver comprato un orribile abito da sposa con degli specchietti e delle lucine intermittenti nel corpetto. Winston si sente in colpa e dice a Cece di volerla aiutare a sistemare la situazione, ma lei lo allontana, dicendo che vuole cavarsela da sola. Anche il futuro quasi bambino di Nick sembra un sogno andato in fumo: la procedura per la donazione è troppo costosa per Carol e Bob, infatti i due propongono una soluzione alternativa a Nick, ovvero fecondare Carol avendo un rapporto con lei. Questa volta è lui ad avere molti dubbi, mentre Schmidt, ormai entusiasta di avere un bambino, continua a spingere il suo coinquilino a esaudire il sogno di suo cugino e sua moglie. Cece, intanto, ritorna all'atelier per cercare di convincere una commessa molto acida a riprendersi il vestito per poterne scegliere un altro, tentativo andato male anche dopo l'intervento di Winston in uniforme da poliziotto, che sembra in grado solo di peggiorare la situazione. Nonostante questo, Cece capisce quanto Winston tenga a lei e decide di fargli una proposta: smettere di essere uno dei testimoni di Schmidt e diventare una delle sue damigelle, incarico che Winston accetta volentieri. Al loft, nel frattempo, la situazione precipita: Nick ha un attacco di panico al pensiero di dover stare con la moglie di suo cugino e abbandona la stanza, distruggendo il sogno di Bob e Carol di avere un bambino. Schmidt ci rimane molto male, così Nick, per consolarlo, decide di seguire il piano che il suo amico ha scritto per lui, aspettando la sua Maria per avere un figlio. La sera stessa i ragazzi riescono a raggiungere l'hotel in cui Jess è segregata insieme al resto della giuria per mostrarle l'abito di Cece. La ragazza, comunicando con dei cartelli dalla finestra, fa sapere che l'abito è orribile ma che lei sarà in grado di sistemarlo e i ragazzi se ne vanno felici, tutti tranne Schmidt che sviene dopo un'occhiata fugace all'abito.

## Reagan
- Titolo originale: Reagan
- Diretto da:
- Scritto da:

### Trama
Schmidt ha una discussione con Cece perché è geloso di ogni ragazzo che ci prova con lei. Nick, Winston e Aly si ritrovano a parlare di relazioni: Winston e Nick vorrebbero ancora sentire la "magia" dell'amore, mentre Aly cerca di metterli di fronte alla loro età e al fatto che non la proveranno più. Per dimostrare ad Aly che è ancora giovane, Nick decide di provare a sollevare un fusto di birra, infortunandosi alla schiena. In ospedale Nick e Winston fanno la conoscenza di Reagan, avvenente rappresentante farmaceutica arrivata lì per vendere dei farmaci. Appena la vede, Nick manda all'aria tutti i buoni propositi appena stipulati insieme a Winston di comportarsi seriamente e inizia a parlare con lei, proponendole di andare a vivere con loro in quanto la ragazza è in cerca di una sistemazione. Reagan, sorprendentemente, accetta, a patto che nel loro bagno ci sia una doccia col soffione grande. Nick decide quindi di montarlo per lei e di rivoluzionare la sua stanza per convincerla a trasferirsi da loro. L'attenzione di Reagan, però, è rapita da Cece: le due ragazze, infatti, sono state insieme alla MTV Beach House nel 2003 e sono anche finite a letto insieme, cosa che lascia sconvolto Schmidt, che sembra non riuscire ad accettare quella vecchia storia e si arrabbia con Reagan, sostenendo che sia arrivata apposta per portare via la sua futura sposa. Cece, arrabbiata perché crede che Schmidt non si fidi di lei, decide di andarsene. Intanto Winston riesce a convincere Nick che Reagan è troppo fuori dalla sua portata e gli consiglia di provarci con una ragazza del bar che ha una chiara cotta per lui. Nel frattempo Reagan dà qualche consiglio a Schmidt facendogli capire che deve fidarsi di Cece e abbandonarsi all'amore che prova, senza avere paura di perderla. Entrambi raggiungono il bar in cui Schmidt consegna a Cece un anello invisibile, simbolo della fiducia che nutre nei suoi confronti. Nick, contento di vedere Schmidt e Cece riappacificati, vuole festeggiare preparando un drink ma la sua schiena è troppo dolorante, così Reagan si offre di preparargli da bere e proprio mentre lei con abili mosse prepara la bevanda Nick riesce a sentire la "magia" che cercava. La sua bellezza però l'ha talmente abbagliato da non accorgersi che Reagan se n'è andata. I ragazzi decidono quindi di andare al suo albergo per farle una sorpresa e convincerla a trasferirsi da loro. Inizialmente Reagan si spaventa, atterrando Nick con un calcio e informando i ragazzi che essendo una persona solitaria, preferisce vivere da sola, ma nonostante questo, il gesto così dolce la convince a cambiare idea e si trasferisce nel loft. Nella scena finale, l'improvvisata doccia montata da Nick si rompe proprio mentre Cece è sotto l'acqua: Reagan decide di entrare per aiutarla e in quel momento entra Schmidt che, memore di quanto successo tra le due ragazze, se ne va sconvolto.

## False identità
- Titolo originale: Wig
- Diretto da:
- Scritto da:

### Trama
Mentre sono a cena tutti insieme, Winston fa notare ai suoi amici che Reagan declina sempre ogni loro invito di passare un po' di tempo insieme, ma soprattutto i ragazzi notano che Nick non riesce a comportarsi in maniera normale davanti a lei. Questo disagio cresce a tal punto che Nick continua a irrompere nella stanza di Cece e Schmidt perché non riesce a stare solo nella stessa stanza con Reagan. Winston, intanto, è deciso a coinvolgere Reagan nelle loro attività e la raggiunge al parco mentre la ragazza sta correndo; lì incontrano Camilla, una ragazza con cui Reagan era stata per un po' e a cui non aveva detto che sarebbe tornata in città per evitare di doverla scaricare, perché non ne è capace. Winston si offre quindi di aiutarla a farlo e la ragazza accetta: lei passerà una serata con i suoi coinquilini a patto che sia Winston a scaricare Camilla al posto suo. Intanto al loft Cece e Schmidt cercano di capire come liberarsi di Nick e decidono di sminuire l'immagine che lui si è fatto di Reagan, dicendogli che in realtà lei porta una parrucca. Il ragazzo ci crede, ma poco dopo inizia a impazzire cercando di scoprire perché una ragazza come lei dovrebbe indossare la parrucca. La sua follia lo porta a fare irruzione nella stanza di Reagan e curiosare alla ricerca di una spiegazione; nonostante Cece e Schmidt decidano di dirgli la verità per farlo uscire dalla stanza, Nick continua a frugare tra le cose di Reagan trovando alcune cose che incuriosiscono anche i due futuri sposi: la foto di un bambino, un mucchio di dollari canadesi e dei documenti falsi. Intanto, al bar, Winston sta scaricando Camilla: la ragazza non la prende per nulla bene, arrabbiandosi soprattutto per il fatto che Reagan abbia mandato lui a scaricarla, così decide di andare a parlarle di persona al loft. Nel frattempo Reagan scopre i suoi coinquilini nella sua stanza e loro iniziano a chiedere spiegazioni per tutte le strane cose che hanno trovato. La ragazza ha una spiegazione a tutto: i documenti falsi le servono per entrare in ospedale senza essere riconosciuta come rappresentante farmaceutica, i soldi le servono perché lavora spesso in Canada e la foto non è di un suo figlio segreto, ma di lei da piccola. Nella scena irrompe Camilla che chiede spiegazioni a Reagan; la ragazza riesce finalmente a dirle la verità ma proprio quando sembra che Camilla abbia reagito bene, va nella stanza di Reagan e distrugge tutto. Reagan capisce che è importante dire la verità e considera l'idea di fare amicizia coi suoi coinquilini.

## La decisione
- Titolo originale: The Decision
- Diretto da:
- Scritto da:

### Trama
Mentre Cece e Schmidt si preparano per uscire a cercare un posto adatto per celebrare il loro matrimonio, Nick e Winston stanno cercando di decidere dove andare a mangiare, insieme a una Reagan decisamente affamata e soprattutto sconcertata dalla loro incapacità di prendere una decisione. Per cercare di aiutarli, propone una soluzione: uno di loro andrà a letto con lei, ma dovranno essere loro a decidere chi. Reagan confida a Cece che non ha intenzione di farlo realmente, ma vuole solo cercare di convincerli a prendere una decisione; i due, comunque, sembrano crederci e danno il via a un “dibattito tra gentiluomini” in cui alla fine prevale Winston. Il ragazzo, infatti, fa valere una vecchia storia: in quinta elementare aveva avanzato una preferenza su Cindy De La Garza, ma Nick l'aveva baciata prima di lui; sentendosi in debito, Nick accantona la sua cotta e lascia andare avanti Winston che, dopo averlo comunicato a Reagan, inizia ad avere dei dubbi. Mentre Winston cerca di chiarire i dubbi con se stesso e il suo corpo assillando Aly, la sua partner, Cece e Schmidt si mettono alla ricerca di una location per il loro matrimonio. Schmidt porta Cece al The Lisbon, un esclusivo albergo in cui di solito si ritrovano le star; i due vorrebbero scegliere quel posto ma sanno di non poterselo permettere e infatti stanno per rinunciare, finché non scoprono che c'è un'altra coppia interessata a prenotarlo nell'unica data disponibile: i loro rivali sono Benjamin e la sua ragazza, nemici di Schmidt. Tra loro parte un duro scontro per cercare di ottenere l'ambita prenotazione, ma quando iniziano le contrattazioni in denaro Schmidt decide di lasciar perdere rivelando a Cece che il sogno più grande è quello di sposare lei. Intanto Winston è sempre più confuso, soprattutto dopo che Aly gli dice che ha degli occhi gentili e Nick viene messo in confusione da Reagan, che sembra divertirsi parecchio in quella situazione. Nick capisce che la “prenotazione” di Winston su Cindy ormai è scaduta e vuole rimettere tutto in discussione ma, dopo aver parlato con Winston, i due chiariscono che sarà Reagan a decidere. Lei sembra apprezzare questa decisione, ma chiede a entrambi una motivazione per cui dovrebbe sceglierli e durante questo discorso Winston si rende conto di avere una bella cotta per Aly e decide di tornare alla centrale di polizia per chiederle di uscire. Rimane quindi solo Nick, che va ancora più in crisi quando Reagan gli chiede di scegliere in quale camera stare: dopo averci pensato a lungo, però, Nick capisce che non vuole che tra loro due succeda qualcosa in quel modo, così entrambi indossano i loro vestiti anti-sesso e vanno al bar a bere qualcosa. Lì vengono raggiunti da Cece e Schmidt, che hanno deciso di sposarsi in un capannone dismesso e da un mesto Winston, che sta per incontrarsi al bar con Aly e il suo ragazzo. Per cerare di tirarlo su, i ragazzi accettano di cantare per lui una canzone, diretti proprio dallo stesso Winston che, alla fine sembra aver ritrovato il suo buon umore.

## Ondata di caldo
- Titolo originale: Heat Wave
- Diretto da:
- Scritto da:

### Trama
Un'ondata di caldo torrido ha investito Los Angeles e Nick, che ha l'animo da inventore, decide di costruire un rudimentale sistema di refrigerazione chiamato “Sistema del Ranch”, che consiste nel tenere un mucchio di ventilatori accessi con del ghiaccio davanti e una sedia bagnata. Reagan la ritiene un'idea stupida e per questo ha comprato un condizionatore. Nick ci rimane molto male e decide di non andare in camera di Reagan a rinfrescarsi, ostinandosi a provare il suo sistema che, però, non funziona. Intanto Cece ha in programma un'audizione per diventare annunciatrice per la televisione dei benzinai, a cui però decide di non andare inventando strane scuse. Schmidt vuole sostenerla comunque, anche se sembra che quella scelta non gli vada giù, ma Winston prova a fargli capire che deve parlare con lei, usando la sua nuova voce autoritaria da poliziotto. Reagan tenta di parlare con Nick per farlo ragionare e convincerlo ad andare al fresco nella sua stanza, dicendogli di lasciar perdere quell'idea che lui ha messo in piedi solo per fare colpo su di lei, visto che ha una cotta molto evidente. Colto in pieno, lui decide comunque di ostinarsi e continuare a negare, probabilmente troppo spaventato all'idea di un rifiuto. Reagan cerca ancora di convincere Nick a venire in camera sua; lui in quel momento capisce che è lei ad avere una cotta per lui dal momento che si preoccupa così tanto e i due iniziano a litigare, così Reagan accende tutti i fornelli per farlo scoppiare di caldo. Intanto, in camera di Reagan, Winston prova a usare la sua voce da poliziotto per convincere Cece ad andare a quell'audizione e alla fine lei confessa il motivo: fare l'annunciatrice al telegiornale sarebbe il suo sogno, ma ha troppa paura di fallire. Nel frattempo il litigio tra Reagan e Nick degenera e lei decide di spegnere il contatore dell'elettricità per disattivare i ventilatori di Nick, mandando però in tilt il contatore. L'autoritario Winston decide quindi di mandarli nel seminterrato per riavviare il contatore e mentre Nick cerca di affrontare un'evidente paura per i topi, Schmidt decide di accettare il consiglio di Winston e alza il tono della voce con Cece per cercare di spronarla. L'effetto, però, non è quello sperato: Cece sembra molto offesa dal tono di Schmidt e decide di andarsene senza dire una parola. Intanto in cantina le cose sembrano migliorare: dopo vari tentennamenti e discussioni su chi tra Reagan e Nick abbia ragione sulle riparazioni elettriche, la luce finalmente torna e i due festeggiano abbracciandosi. Proprio nel momento in cui tra i due sta per succedere qualcosa, compare un topo enorme che spaventa a morte Nick che inciampa sul quadro elettrico, svenendo. In quel momento la città viene colpita da un black out e i ragazzi si ritrovano in strada: Winston sfrutta la sua voce da poliziotto per dirigere il traffico impazzito, Schmidt ritrova Cece che, seppur arrabbiata, ha seguito il consiglio di Schmidt ed è andata a fare l'audizione rivelatasi un disastro. Nick trova il coraggio di confessare la sua cotta a Reagan e le dice che sa che lei non può contraccambiare perché è troppo per lui, ma proprio in quel momento lei lo zittisce con un bacio.

## Uscita da pelle d'oca
- Titolo originale: Goosebumps Walkaway
- Diretto da:
- Scritto da:

### Trama
Proprio nel momento in cui Nick e Reagan stanno per finire a letto insieme, ritorna Jess. La ragazza racconta della sua esperienza da giurata ai suoi amici e rivela di essersi invaghita di un giurato il cui nome in codice è "237B" e che adesso ha intenzione di rintracciarlo anche senza sapere nulla di lui. La sua missione viene comunque facilitata da Reagan, desiderosa di scappare dopo gli sproloqui di Nick che cerca di trovare una frase a effetto che lui chiama "Uscita da pelle d'oca" da dire a Reagan prima che lei parta, in modo da stregarla per l'eternità. Cece vorrebbe un primo ballo da sposati che fosse spontaneo, ma Schmidt sembra incapace di lasciarsi andare, anche davanti alla marea di persone incapaci di ballare al raduno di ballo di Winston. Jess rivela che il giurato di fianco a 237B utilizzava un inalatore per l'asma e, grazie alle conoscenze di Reagan che lavora nel settore farmaceutico, riescono a risalire alla sua identità che rivela il nome del 237B, Gary Garcia, ma scopre che a Los Angeles ci sono oltre 900 persone con quel nome. Proprio nel momento in cui la ragazza sta per arrendersi, viene chiamata al TG per essere intervistata sul processo e in collegamento c'è anche 237B, così Jess ne approfitta per rivelargli che è invaghita di lui e gli dà appuntamento per incontrarlo. Alla fine Jess riesce a far ammettere a Reagan che le piace Nick e che evitare la situazione non era una buona strategia, così lo chiama dall'aeroporto per dirgli addio. Grazie al consiglio di Winston, Schmidt decide di lasciarsi finalmente andare e mostrare a Cece il suo cavallo di battaglia, la Hustle dance!

## L'appartamento
- Titolo originale: The Apartment
- Diretto da:
- Scritto da:

### Trama
La nuova preside della scuola, Becky Cavatappi, sfrutta Jess assegnandole tutti i compiti che dovrebbe svolgere lei, in particolare il compito di fare il bilancio delle spese della scuola entro un giorno, altrimenti rischierà il licenziamento. Cece ha deciso di abbandonare definitivamente il suo appartamento e ha invitato Jess per festeggiare, ma la ragazza giunta a casa dell'amica si rende conto che c'è ancora molto disordine. Cece infatti è terrorizzata dai cambiamenti ed è indecisa su quali cose tenere e quali buttare; per questo Jess decide di chiuderla fuori casa e impacchettare tutto per lei, salvo poi dover rimettere tutto a soqquadro per cercare il bilancio della scuola. Cece, presa da una crisi di nervi, decide su consiglio di Jess di chiamare Schmidt e parlarne con lui, condividendo i loro problemi e le loro paure. Dalla loro discussione viene fuori che anche Schmidt è spaventato, ma questo non riuscirà ad ostacolare la loro relazione. Winston dopo essersi reso conto di avere una cotta per la sua collega Aly, decide di cambiare partner, facendola arrabbiare, e gli viene assegnato Dunston. Appena devono affrontare il loro primo caso insieme, ovvero un maniaco che mostra le parti intime nel bar di Nick e Schmidt, emergono tutti i problemi: Dunston soffre di cecità notturna e i due non riescono a trovare una corretta sintonia tanto che, dopo aver catturato il maniaco, se lo fanno scappare mentre cercano di decidere chi sarà ad ammanettarlo. Per fortuna ci pensano Aly e la sua nuova partner a riacciuffarlo e, alla fine, i due ritrovano la sintonia e tornano a lavorare insieme. Cece consiglia a Jess di dimettersi, ma dopo il rifiuto dell'amica decide di fare tutto da sola, rispondendo a Becky e informandola che Jess vuole licenziarsi. Jess, alla fine, completa il bilancio e lo consegna a Becky ritirando le sue dimissioni, ma quando la preside le assegna le affida un altro compito di cui poi si prenderà la responsabilità Jess esplode e le dice che lascerà il lavoro, lasciando Becky da sola.

## Il giorno delle decisioni
- Titolo originale: D-Day
- Diretto da:
- Scritto da:

### Trama
Manca poco tempo per il matrimonio di Cece e Schmidt, e i preparativi sono ancora tanti. Schmidt è sotto pressione e, ad aumentare il suo carico, Cece non potrà aiutarlo, perché è stata presa per condurre il notiziario dei benzinai. Ci pensa dunque Jess ad aiutarlo, ma siccome lui non si fida le fornisce un caschetto con videocamera per monitorare le sue mosse. Jess è esasperata e decide di farlo dormire, mentre lei si trova a gestire l'assurda disposizione cromatica delle decisioni da prendere. Decide di andare quindi ad assaggiare i vini: qui conosce Gavin, proprietario della cantina, con cui inizia a flirtare e tra i due scappa un bacio. Tornata al loft, Jess viene a sapere che l'uomo che ha baciato è il padre di Schmidt, il che provoca un grande imbarazzo da parte della ragazza e disgusto da parte dell'amico. Schmidt dice a Jess che suo padre è sempre stato assente nella sua vita e che ha abbandonato la famiglia quando lui era piccolo, motivo per cui era indeciso se invitarlo al matrimonio. Ormai, però, Gavin si presenta alla loro porta per uscire con Jess e alla fine, nonostante la ragazza faccia di tutto per nasconderlo, lui scopre che suo figlio vive in quel loft e decide di mandargli un messaggio attraverso la telecamera che Jess ha ancora sul caschetto. Gavin ammette a Schmidt i suoi errori e dice di voler cambiare in meglio, sperando che il figlio possa perdonarlo. Con l'aiuto di Cece, Schmidt riesce ad affrontare suo padre e gli dà l'invito per il matrimonio, sperando che, almeno quella volta, lui si presenti. Mentre Schmidt si ritrova a fare i conti con il suo passato, Nick e Winston iniziano una sorta di scontro su quale sia il lavoro più difficile tra il barista o il poliziotto, dopo che Winston ha dato buca al suo amico per il loro tradizionale pranzo a base di carne. Winston affonda quando si tratta di gestire i turni del bar e le consegne, ma nemmeno Nick se la cava meglio: durante un intervento per una rapina il sospettato si fionda sulla macchina dove si trova Nick, spaventandolo a morte. Lui allora capisce che il lavoro del poliziotto è molto più duro del suo, ma anche Winston, grazie ad Aly, capisce qualcosa di più sul suo amico: Nick sapeva fin dall'inizio che il suo lavoro era meno complicato, voleva solo che il suo amico notasse quanto si sta impegnando.

## Ancora Sam
- Titolo originale: Sam, Again
- Diretto da:
- Scritto da:

### Trama
Jess trova lavoro in una scuola di Los Angeles, la cui preside, Genevieve, scopre essere la moglie del suo ex, Sam il pediatra. Intanto Nick si è ammalato ed è riuscito a infettare anche Cece, così Schmidt decide di chiuderli in quarantena per non ammalarsi prima di un'importante presentazione. Winston si unisce a loro, fingendosi malato per scappare all'appuntamento con una ragazza che non si sente pronto ad affrontare, ma su consiglio di Cece, capisce che non deve negarsi la possibilità di essere felice ed evade dalla quarantena, starnutendo però sul tablet di Schmidt. Jess non riesce a nascondere la verità a Genevieve, così decide di parlare con Sam, sperando che lui metta una buona parola per lei, ma non fa altro che peggiorare le cose portando Sam e Genevieve nel suo appartamento, in cui Sam vuole delle scuse da Nick per aver baciato Jess quando i due stavano assieme. Le cose degenerano, tanto che Sam arriva a dare un altro pugno a Nick. Jess decide quindi di risolvere la cosa con la Dolce Fattoria delle Emozioni, alla maniera della scuola di Genevieve. Durante questa chiacchierata Nick capisce che non deve scusarsi per aver baciato Jess perché da lì è nata la loro bellissima storia. In realtà anche Sam capisce che quella storia l'ha cambiato perché, folle di dolore, è diventato una persona che non è; decide di tornare com'è davvero, cosa che porta alla rottura tra lui e Genevieve, ma riesce a far ottenere a Jess il suo lavoro. Sam però è profondamente arrabbiato con Jess tanto da farle capire che non vuole rivederla più. Alla fine anche Schmidt si ammala e si ritrovano tutti insieme a guardare Poppycock Palace, sempre più stregati da questo strano cartone animato.

## 300 passi
- Titolo originale: 300 Feet
- Diretto da:
- Scritto da:

### Trama
L'aver rivisto Sam ha sconvolto talmente Jess al punto da portarla a mandargli tantissimi messaggi per tentare di ricostruire un'amicizia, ma lui non ne vuole più sapere di lei e per questo ha richiesto un'ordinanza restrittiva nei confronti di Jess. La ragazza chiede aiuto a Winston che però non può fare nulla e consiglia all'amica di lasciare le cose così come stanno, ma Jess continua a fare di testa sua. Così si reca all'ospedale di Sam per lasciargli una lettera sulla macchina, in cui spiegargli i motivi per cui non deve aver paura di lei. Mentre cerca la sua auto, vede arrivare Sam e si nasconde nel cassone di un pick-up che, guarda caso, è proprio quello di Sam che decide di andare all'autolavaggio, rischiando inconsapevolmente di affogare Jess. Superato lo chock di averla vista lanciarsi contro il suo parabrezza, Sam decide di confrontarsi con lei che, in preda al panico, farfuglia qualcosa riguardo al suo telefono affogato e, mentre cerca di andarsene, sbatte la faccia contro un palo. Sam decide di soccorrerla, salvo poi pentirsene qualche secondo dopo quando, a causa sua che continua a distrarlo, rischiano un incidente. Ma quando sembra che tutto stia per precipitare, Jess riesce a dire la verità cioè che non riesce a smettere di pensare a lui e i due si baciano. L'indifferenza di Winston, una volta arrivati a casa, sembra raggelare questa passione appena nata e Sam fa capire a Jess che l'ordinanza restrittiva era per proteggersi, perché aveva paura di venire nuovamente ferito da lei e i due decidono di dirsi addio. Ma Jess confessa a Sam i suoi sentimenti e decidono di intraprendere una nuova relazione. Intanto Nick e Schmidt sono alle prese con il bar competitivo vicino al loro, il Presh, che ha assunto un posteggiatore, che continua a parcheggiare le auto davanti al loro bar. I ragazzi vanno a protestare, ma alla proprietaria, Connie, sembra non interessare per nulla. Schmidt vorrebbe sistemare il loro bar in modo da attirare più clienti, mentre Nick propone di farle guerra e sabotarla, lanciando un branzino nel condotto di ventilazione del Presh. Connie però becca i due tramite le telecamere di sicurezza e minaccia i due di ritorsioni, al punto da portarli all'esasperazione e a farli litigare tra loro. La sua strategia funziona, perché Nick e Schmidt si scontrano su come gestire la situazione: il fatto che Schmidt voglia sistemare il bar fa infuriare Nick, perché gli dà la sensazione che l'amico non capisca tutto il lavoro e gli sforzi che ha fatto per far tornare il bar in pari. Così Nick decide di indire una riunione con Connie per appianare la situazione. A questo punto interviene Schmidt, che ha finalmente capito che a Nick serviva approvazione e lui, colpito dal gesto, decide di ricambiare il favore al suo amico, accettando di avere un parcheggiatore e tutto, alla fine, si sistema.

## Jeff Day
- Titolo originale: Jeff Day
- Diretto da:
- Scritto da:

### Trama
Jess vuole un'auto nuova, ma il venditore maschilista fa problemi a vendergliela; pertanto decide di mandare mail con un nome maschile improvvisandosi Jeff Day. Nel frattempo Winston s'è invaghito di una militare, Ronda, la quale è una burlona seriale: non fa altro che organizzare scherzi in continuazione, al punto che Cece e Schmidt, che vogliono conoscerla avendo accordato un "+1" a Winston per il loro imminente matrimonio per capire con chi dovranno avere a che fare per il giorno del loro ricevimento, la trovano preoccupante. Schmidt, Cece, Winston e Ronda si danno appuntamento al giorno dopo per un aperitivo a un ristorante, ma qui Ronda continua a far loro scherzi al punto da indurli a revocare a Winston il "+1". Jess chiede a Nick di impersonare Jeff Day dato che il venditore vuole concludere l'affare e le dà appuntamento per firmare i documenti; Nick accetta per far dispetto a Sam, rifidanzatosi con Jess dopo che lui era stato con lei, per questo i rapporti tra Nick e Sam sono ancora tesi. Nick e Jess vanno all'autosalone ma il venditore convince Nick a prendere altre auto piuttosto che quella desiderata da Jess; al che lei chiama Sam, che, finita un'operazione che inizialmente aveva impedito a Jess di chiedere a lui, li raggiunge all'autosalone e si finge fratello di Jess. I tre con il venditore salgono in auto - quella che voleva Jess - per la prova e Jess comincia dapprima a terrorizzare il venditore guidando spericolatamente per strappare le migliori condizioni possibili di vendita, e, allo stesso tempo, Nick e Sam per convincerli a provare a essere amici, riuscendo in entrambi gli intenti. 
Tornati a casa, Cece e Schmidt pensano di non revocare più il "+1" a Winston perché scombussolerebbe l'intera assegnazione dei posti e per sorprendere ancora di più i futuri sposi. Winston e Rhonda invece decidono di sposarsi sul serio. I due, nonostante i piani, non possono annullare il matrimonio il giorno dopo perché la ragazza viene richiamata dall'esercito, rinviando così l'annullamento di sei mesi.

## Il casco
- Titolo originale: Helmet
- Diretto da:
- Scritto da:

### Trama
Winston non ha dimenticato Aly ed è così disperato da accettare di partecipare a un brunch insieme a lei e al suo ragazzo, Tripp. Schmidt capisce che la situazione è piuttosto grave e decide di accompagnarlo in questa follia che, ovviamente, non può che peggiorare. Tripp è un agente di animali per i film e Winston, su suggerimento di Schmidt, decide di mostrargli Ferguson, in modo da capire se possa partecipare alle audizioni per il nuovo film di Avatar, ma lui boccia Ferguson, che definisce semplicemente ordinario, così Schmidt ruba il copione del film e i tre si presentano alle audizioni. Alle audizioni, però, iniziano i problemi: tutti i gatti sembrano migliori di Ferguson, compreso Patches, il gatto del ragazzo di Aly, che cammina su due zampe. Schmidt, dopo un momento di sconforto, decide di prendere la situazione in mano: si cosparge di estratto di erba gatta e si fa seguire da tutti i gatti, lasciando Ferguson solo all'audizione. I giudici sembrano ridere di questo gatto goffo che si getta nella spazzatura, ma in realtà è piaciuto molto, perché è un gatto genuino e divertente: questo è un grande smacco per il ragazzo di Aly, che scopriamo essere intimidito da Winston, di cui Aly continua a parlare. Vittorioso, Winston ritira Ferguson dall'audizione e dice ad Aly che se Tripp la fa felice allora anche lui lo è. Intanto Sam invita Jess a conoscere i suoi genitori e, proprio quella notte, Jess fa un sogno erotico su Nick. Per liberare la mente da quell'immagine, Jess decide di buttare via tutti i regali del suo ex, a cominciare dall'elmetto da rugby che Nick le aveva regalato per Natale. Nick riesce a recuperare l'elmetto dal senzatetto del quartiere e quando chiede spiegazioni, Cece rivela indirettamente quello che è successo. Inizia quindi una strana conversazione in cui Nick cerca di scoprire tutti i dettagli su questo sogno finché Jess, esasperata da Nick e dalla cena imminente, inforca l'elmetto che le rimane incastrato in testa. Durante il tentativo di rimuoverlo Nick confessa a Jess che quell'elmetto ha un valore, perché è un regalo del padre, morto qualche anno prima. La confessione destabilizza Jess, che decide di non distruggerlo anche a costo di perdersi la cena di Sam. Alla fine però Nick decide di rompere l'elmetto nonostante tutto l'astio, vede che Sam sta rendendo felice Jess e per lui quella è l'unica cosa importante. La cena di Jess con i due papà di Sam alla fine va bene e, alla fine della puntata, Jess porta in regalo a Nick un pezzo dell'elmetto incorniciato, che lui decide di appendere nel bar, visibilmente commosso.

## L'addio al celibato
- Titolo originale: Road Trip
- Diretto da:
- Scritto da:

### Trama
Dopo essere stato aggredito verbalmente da un pazzo per strada, Schmidt decide di rinunciare all'addio al celibato in stile giapponese per andare a Las Vegas e fare qualcosa da vero uomo. Il loro piano sembra tentennare quando la decappottabile che volevano affittare per il viaggio non è più disponibile e a lui e Nick tocca usare due moto a tre ruote decisamente orribili. Schmidt si ribalta dalla moto inspiegabilmente, così Nick, per tirargli su il morale, decide di portarlo in un bar sperduto nel pieno del deserto, dove possa comportarsi da vero uomo. Mentre Winston è confuso da quello che prova per Aly e viene fatto ubriacare dal cugino di Schmidt, il festeggiato sembra aver trovato l'occasione per dimostrare la sua virilità. Un uomo del bar si offende alla sua richiesta di avere del whiskey con ghiaccio e Schmidt si prepara a una rissa. Nick vorrebbe evitarla, ma il futuro sposo non può: deve dimostrare a se stesso di essere in grado di proteggere Cece in qualsiasi situazione. All'inizio sembra uno scontro alla pari, due contro due, ma da tutte le parti iniziano a spuntare tizi pronti a suonarle ai ragazzi di Los Angeles. Schmidt allora decide di fare come il tizio che l'ha aggredito, gridando insensatamente il suo nome e la cosa sembra funzionare, almeno fino all'arrivo di Winston ubriaco, che abbatte una moto e dà inizio a una mega rissa. I ragazzi, ovviamente, vengono massacrati, ma alla fine non è importante: in preda a una sorta di delirio, Nick fa capire a Schmidt che sarà comunque un marito straordinario, perché sa prendersi cura di lui proprio come un marito farebbe con sua moglie. Il gruppo, quindi, decide di ritornare a casa, anche perché Winston ha scoperto che Aly si è lasciata con Tripp, e Schmidt lo convince a confessarle i suoi sentimenti.

## L'addio al nubilato
- Titolo originale: A Chill Day In
- Diretto da:
- Scritto da:

### Trama
Jess decide di regalare a Cece un addio al nubilato 2.0, fumando erba (presa da Nadia) da un bong. Jess strafatta è decisamente fuori di testa e, dopo aver importunato un addetto alle consegne, le due ragazze fracassano la macchina del pane regalata agli sposi dalla mamma di Schmidt. Le due ragazze, ancora parecchio su di giri, decidono di andare in negozio per sostituirla e, non potendola nemmeno acquistare (sia per il prezzo esorbitante di 1200 dollari, sia perché ne è rimasta solo una), decidono di rubare la macchina del pane in esposizione. Proprio in quel momento arriva anche Aly insieme al suo fidanzato Tripp, molto arrabbiata perché lui è troppo impegnato per ricordarsi del suo quinto anniversario da poliziotta; i due litigano e Jess manda un messaggio a Winston dicendo che Aly si è lasciata con Tripp. La ragazza decide di unirsi a loro, finendo per diventare complice inconsapevole di un furto. Chiuse nella “prigione” del centro commerciale, anche Cece inizia ad avere dei dubbi: se non è riuscita a prendersi cura di una macchina del pane, come potrà essere una brava moglie? Esattamente come Nick, anche Jess riesce a rincuorare Cece, spiegandole che in realtà si è sempre presa cura di lei. Cece decide quindi di dirne quattro alla guardia, iniziando a tirargli addosso tutti gli oggetti smarriti che ci sono in quella stanza e permettendo alle tre ragazze di scappare, ancora ammanettate. Nella fuga, Jess si lascia scappare che Winston ha una cotta per Aly, scoprendo però che la ragazza è ancora fidanzata con Tripp. Le cose si complicano quando i ragazzi tornano a casa e Winston parte in quarta, rivelandole i suoi sentimenti. Aly, inizialmente, sembra decisa a spezzargli il cuore, ma quando scopre che Winston si ricorda il suo quinto anniversario nella polizia, capisce che Winston l'ama per davvero e i due, finalmente, si baciano. Improvvisamente in casa irrompono dei tizi che bendano e rapiscono tutti gli invitati che si ritrovano in un camion a festeggiare l'addio al nubilato in stile russo, organizzato da Nadia.

## L'abito da sposa
- Titolo originale: Dress
- Diretto da:
- Scritto da:

### Trama
Jess è alle prese con l'orribile abito da sposa che Cece ha acquistato da ubriaca due mesi prima e non riesce a trovare una soluzione per sistemarlo, soprattutto a causa dell'invadente presenza dell'amica. Schmidt allora la porta nel suo rifugio: il bagno degli uomini del suo ufficio completamente composto da donne, in cui potrà lavorare in tranquillità. Intanto il capo di Schmidt è infuriato perché ha trascurato il lavoro per il matrimonio e Jess, per evitare di farlo licenziare, è costretta a fingersi una stagista. Quando però entrambi verranno sorpresi in bagno insieme ai tre suoi figli urlanti non può fare altro che licenziare Schmidt. Per fortuna, interviene Jess a salvare la situazione, promettendo di mettere una buona parola nella scuola dove lavora, in modo che prendano i suoi figli. Nick vorrebbe invitare Reagan al matrimonio ma, spaventato com'è, decide di cambiare tattica dopo che lei non gli risponde, scrivendole da un indefinito numero di cellulari usa e getta. Alla fine Cece riesce a convincerlo a scriverle con il suo numero reale e lei risponde in un lampo: sarebbe felicissima di esserci, ma non potrà a causa del suo lavoro. Questo lascia Nick molto triste, anche se più consapevole del fatto che anche lei lo pensa, almeno quanto lo fa lui. Winston e Aly che, dopo aver inizialmente cercato di nascondere la loro relazione sul lavoro, vengono scoperti dal loro collega che si rivela un subdolo ricattatore. Per non cedere al suo ricatto, decidono di rivelare a tutti la loro relazione e, anche se dovranno cambiare partner, possono vivere la loro storia felici. Alla fine Jess trova una semplicissima soluzione per l'abito: rimuove le pietre e lo gira al contrario, arricciando un pochino la gonna per trasformarlo nel'abito perfetto.

## Rispedita al mittente
- Titolo originale: Return To Sender
- Diretto da:
- Scritto da:

### Trama
Jess sta organizzando una festa di compleanno per Sam alla quale, all'ultimo minuto, si aggiunge anche Diane, una sua amica dei tempi dell'università. Cece e Jess capiscono subito che qualcosa non va, perché con lei Sam è molto più estroverso di quanto non lo sia con lei. La ragazza decide quindi di andare a marcare il territorio, ma quando rischia di soffocare per del cibo andatole di traverso e viene salvata proprio da Diane capisce che sta esagerando e le chiede scusa. In realtà aveva ragione a preoccuparsi: Diane è veramente innamorata di lui, ma non è mai riuscita a dirglielo perché la lettera che gli aveva scritto quando lui si trovava in missione per Medici senza frontiere è stata rispedita al mittente. Diane decide di non dire nulla e consegna la lettera a Jess che sembra sul punto di distruggerla. Cece però le fa capire che non le sarà possibile: Jess è una romanticona e non potrà mai vivere serenamente la sua storia se manterrà questo segreto. Jess decide quindi di fare uno dei gesti più altruistici mai fatti, portando Sam da Diane e dando alla ragazza la possibilità di confessare i suoi sentimenti. Jess sembra uscirne sconfitta, ma Sam la stupisce un'altra volta: non importa se in passato può aver provato qualcosa per Diane, lui ora vuole stare solo con lei e i due possono continuare la loro storia senza problemi. Intanto Gavin, il padre di Schmidt, è tornato per fargli assaggiare alcuni dei suoi vini per il matrimonio e questo mette Nick sull'attenti. Il ragazzo è infatti preoccupato per il suo amico che è rimasto sempre, puntualmente deluso dal padre e dalle sue promesse mai mantenute. Quando Gavin propone al figlio una cena, Nick decide di affrontarlo una volta per tutte, facendogli promettere di esserci davvero, da quel momento in poi. Al ristorante, però, Schmidt si ritrova da solo per più di un'ora e le sue speranze sembrano perse, se non fosse per la compagnia di Nick, quando all'improvviso compare Gavin. Era stato picchiato e derubato durante un sopralluogo al posto in cui Cece e Schmidt pensano di sposarsi; per lui quel posto è inaccettabile e, insieme alla promessa di cambiare, offre al figlio il suo vigneto come luogo di nozze, che Schmidt accetta di buon grado.

## La vigilia del matrimonio
- Titolo originale: Wedding Eve
- Diretto da:
- Scritto da:

### Trama
La notte prima delle nozze i due futuri sposi dormono in camere diverse ed entrambi si confidano con i propri amici. Schmidt entra in crisi perché ha perso le promesse di matrimonio e ora gli tocca riscriverle. Jess trova un piccolo cofanetto caduto dalla tasca della giacca di Sam, contenente un anello di fidanzamento: la ragazza esita, ma alla fine sceglie di seguire ascoltare Cece, a cui ha chiesto consiglio, e va ad affrontare Sam. Dopo dieci secondi, però, si fa prendere dal panico e per scappare da quella situazione propone di giocare ad Americano Vero. Nel bel mezzo del gioco, mentre Schmidt cerca di non ubriacarsi (con scarsi risultati) per lavorare sulle sue promesse, arriva Coach che crea subito scompiglio: subito costringe Jess e Sam dietro la “cortina di ferro” dove i due riescono finalmente ad avere un confronto, così Jess dice a Sam che non si sente pronta a sposarlo, ma lui le dice che in realtà vuole lasciarla perché ha capito di essere innamorato effettivamente di Diane. L'anello che Jess aveva trovato era della mamma di Schmidt che vuole chiedere alla sua compagna di sposarla. Mentre loro due hanno questo chiarimento, Coach aiuta anche Winston, convintissimo di aver terrorizzato Aly dicendole che in futuro sarà una sposa bellissima; lui gli consiglia di andare a parlarle e, per fortuna, Winston segue il suo consiglio, perché Aly è solo malata e, anzi, non è per nulla spaventata, tanto da dirgli il suo primo “ti amo”, a cui ovviamente lui ricambia. Anche per Schmidt le cose sembrano mettersi per il meglio: nel corso del suo delirio da ubriaco, capisce che l'idea per scrivere le sue promesse è molto semplice; lui vuole solo rendere Cece la persona più felice del mondo. Prima di andare via, Sam fa capire a Jess il perché lei sentiva di non poterlo sposare: è chiaramente ancora innamorata di Nick. Cece, rimasta molto delusa dal fatto che sua madre non sarà al matrimonio, si confida con Schmidt che decide quindi di andarsene nel cuore della notte, all'insaputa di tutti, per cercare la mamma di Cece.

## Carrello d'atterraggio
- Titolo originale: Landing Gear
- Diretto da:
- Scritto da:

### Trama
Il giorno delle nozze Nick scopre che Schmidt sta andando a convincere la mamma di Cece a partecipare al matrimonio. Non riuscendo a mantenere il segreto lo rivela a Jess che gli chiede di comportarsi in modo normale per non far sospettare nulla alla sposa. Durante i preparativi Jess confida a Cece la sua rottura con Sam, dicendole che lui pensava che fosse ancora innamorata di Nick: la ragazza sembra voler escludere questa ipotesi, ma più ne parla durante la giornata più sembra prendere consapevolezza che in realtà Sam aveva ragione. Mentre Nick si dispera per Schmidt, arriva anche Reagan. Questo colpisce ancora di più Nick, che si sente onorato che lei abbia deciso di andare in città solo perché lui l'aveva invitata al matrimonio e, nel caos che ne segue, si siede su uno dei walkie talkie (di cui uno era con Jess), svelando a Cece che Schmidt si trova bloccato sulla pista dell'aeroporto, diretto a Portland per recuperare la mamma di Cece. Quest'ultima, invece di arrabbiarsi, dice che questa è la cosa più romantica che un uomo abbia mai fatto per lei. Durante la festa, Nick e Jess fanno ubriacare gli ospiti per dare tempo a Schmidt di tornare e in extremis chiedono a Winston di fare uno scherzo per intrattenere gli ospiti che cominciano a chiedere dello sposo. Come se non bastasse Schmidt rimane bloccato in aereo per nulla siccome di punto in bianco compare la mamma di Cece. Quest'ultima rivela di aver ricevuto messaggi vocali di Schmidt ogni settimana per un intero anno dicendole nei modi più disparati perché amasse Cece e che questo le ha fatto cambiare idea, rendendola felice che sua figlia abbia trovato un uomo così. Schmidt dice a Cece di iniziare a festeggiare anche senza di lui, perché ormai per lui la cerimonia non conta più, siccome ha reso la sua sposa felice. In alternativa può sempre festeggiare dall'aereo in videochiamata assieme agli altri passeggeri. Durante la festa, Jess riceve un bello schiaffo morale: ormai è ben consapevole dei suoi sentimenti mai davvero sopiti per Nick, ma si ritrova comunque a spingere Reagan tra le sue braccia e mettere da parte quello che prova per lui, stanca di vederlo dubitare per l’ennesima volta di se stesso e delle sue qualità. Appena Schmidt ritorna, i ragazzi gli preparano un matrimonio a sorpresa nel loft con pochi invitati presenti, tra cui la madre di Cece: i due ragazzi, così, riescono finalmente a sposarsi di fronte ai loro amici e parenti commossi. Nick e Reagan hanno deciso di provare ad iniziare una relazione e dal momento che lei sta partendo per New Orleans per tre mesi, Nick decide di andare con lei, lasciando distrutta Jess.